# Pueblo Nuevo, Coyuca de Catalán
Pueblo Nuevo är en ort i Mexiko.   Den ligger i kommunen Coyuca de Catalán och delstaten Guerrero, i den södra delen av landet, 240 km sydväst om huvudstaden Mexico City. Pueblo Nuevo ligger 533 meter över havet och antalet invånare är 117.
Terrängen runt Pueblo Nuevo är kuperad åt nordost, men åt sydväst är den bergig. Pueblo Nuevo ligger nere i en dal. Runt Pueblo Nuevo är det glesbefolkat, med 8 invånare per kvadratkilometer. Närmaste större samhälle är Las Mesas de Pineda, 5,4 km väster om Pueblo Nuevo. I omgivningarna runt Pueblo Nuevo växer huvudsakligen savannskog.